# Мисс мира 1978
Мисс Мира 1978 (англ. Miss World 1978) — 28-й ежегодный конкурс красоты, проходивший 16 ноября 1978 года в Альберт-холле, Лондон, Великобритания. В конкурсе участвовали 68 девушек. Победила Сильвана Суарес, представлявшая Аргентину.

## Результаты
| Финальный результат | Участницы |
| Мисс Мира 1978      | - Аргентина — Сильвана Суарес |
| 1-я Вице Мисс       | - Швеция — Ossie Margareta Carlsson |
| 2-я Вице Мисс       | - Австралия — Denise Ellen Coward |
| 3-я Вице Мисс       | - Мексика — Martha Eugenia Ortiz |
| 4-я Вице Мисс       | - Испания — Gloria Valenciano |
| 5-я Вице Мисс       | - Великобритания — Elizabeth Jones |
| 6-я Вице Мисс       | - Швейцария — Jeanette Keller |
| Полуфиналистки      | - Австрия — Doris Elizabeth Anwander - Коста-Рика — Maribel Guardia\|Maribel Fernández - Финляндия — Eija Hillevi Laaksonen - Индия — Kalpana Iyer - Пуэрто-Рико — María Jesús Cañizares - Шри-Ланка — Manohori Vanigasooriya - США — Debra Jean Freeze - Венесуэла — Patricia Tóffoli |

### Специальные награды
| Награда             | Участницы                                |
| Мисс Личность       | - Острова Кайман — Wendy Lorraine Daykin |
| Мисс фотогеничность | - Мексика — Martha Eugenia Ortiz Gómez   |
| Мисс талант         | - Филиппины — Louvette Monzon Hammond    |

## Участницы
| - Аргентина — Silvana Suárez - Аруба — Rose Anne Marie Lejuez - Австралия — Denise Ellen Coward - Австрия — Doris Elizabeth Anwander - Багамские Острова — Donna Marie McCook - Бельгия — Françoise Helene Julia Moens - Бермуды — Madeline Francine Joell - Бразилия — Laura Angelica Viana de Oliveira Pereira - Канада — Brigitte June Hoffmann - Острова Кайман — Wendy Lorraine Daykin - Чили — María Trinidad Sepúlveda Pavón - Колумбия — Denise de Castro Santiago - Коста-Рика — Maribel Fernández García - Нидерландские Антильские острова — Silvana Angely Trinidad - Кипр — Mary Adamou - Дания — Birgit Stefansen - Доминика — Mona—Jo Lewis - Доминиканская Республика — Jenny Polanco - Эквадор — Antonieta Cecilia Campodonico Aguirre - Сальвадор — Iris Ivette Mazorra Castro - Финляндия — Eija Hillevi Laaksonen - Франция — Kelly Hoarau - Германия — Monika Greis - Гибралтар — Rosanna Bonfante - Греция — Ariana Dimitropoulou - Гуам — Elizabeth Clara Tenorio - Нидерланды — Ans van Haaster - Гондурас — María Elena Bodadilla - Гонконг — Faustina (Fiona) Lin Wai—Ling - Исландия — Ásdís Loftsdóttir - Индия — Kalpana Iyer - Ирландия — Lorraine Marion O'Conner - Остров Мэн — Carol Ann Kneale - Израиль — Sari Alon | - Италия — Loren Cristina Mai - Ямайка — Joan Marcia McDonald - Япония — Yuko Yamaguchi - Джерси — Chantal Angeline Gosselin - Республика Корея — Je Eun—jin - Малайзия — Kartina Osir - Мальта — Mary Cumbo - Маврикий — Genevieve Chanea - Мексика — Martha Eugenia Ortiz Gómez - Новая Зеландия — Lorian Dawn Tangney - Нигерия — Irene Omagbemi - Норвегия — Elisabet Klaeboe - Парагвай — Susana del Pilar Galli - Перу — Karen Inés Noeth Haupt - Филиппины — Louvette Monzon Hammond - Пуэрто-Рико — María Jesús Cañizares - Сент-Винсент и Гренадины — June de Nobriga - Самоа — Rosalina Sapolu - Сингапур — Rosie Tan - Испания — Gloria María Valenciano Rijo - Шри-Ланка — Manohori Vanigasooriya - Свазиленд — Nyamalele Nilovu - Швеция — Ossie Margareta Carlsson - Швейцария — Jeanette Keller - Французская Полинезия — Moeata Schmouker - Таиланд — Orasa Panichapan - Тринидад и Тобаго — Kathleen Thomas - Тунис — Malek Nemlaghi - Турция — Sevil Ozgultekin - Великобритания — Elizabeth Ann Jones - США — Debra Jean Freeze - Уругвай — Mabel Rúa - Венесуэла — Katy Patricia Tóffoli Andrade - Виргинские Острова (США) — Enid d'Lores Francis |

## Заметки

### Дебют
- Доминика и Сент-Винсент и Гренадины соревновались в конкурсе впервые.

### Вернулись
- Нигерия последний раз участвовала в 1970 году.
- Индия, Малайзия, Маврикий, Филиппины, Свазиленд и Тунис последний раз участвовали в 1975 году.
- Американские Виргинские острова последний раз участвовали в 1976 году.
- Италия, Ямайка и Сингапур последний раз участвовали в 1977 году.

### Отказались
- Впервые за 14 лет Южная Африка не участвовала в конкурсе.